# Genoa Cricket and Football Club 1904-1905
Questa voce raccoglie le informazioni riguardanti il Genoa Cricket and Football Club nelle competizioni ufficiali della stagione 1904-1905.

## Stagione
Vengono promossi in prima squadra numerosi ragazzi delle giovanili e lo svizzero Max Mayer, mentre lasciano Edoardo Pasteur, Silvio Pellerani e Oscar Schöller.
Superata l'eliminatoria ligure, partecipa al Girone Finale, terminando al secondo posto dietro alla Juventus.

## Divise
La maglia per le partite casalinghe presentava i colori attuali (anche se la dicitura ufficiale era rosso granato e blu) ma a differenza di oggi il blu era posizionato a destra e la maglia era una camicia.
La seconda maglia era la classica maglia bianca con le due strisce orizzontali rosso-blu sormontate dallo stemma cittadino.

## Organigramma societario
Area direttiva
- Presidente: Edoardo Pasteur

Area tecnica
- Capitano/Allenatore: Karl Senft
- Commissione tecnica: Étienne Bugnion e James Spensley

## Rosa
| N. |                        | Ruolo | Calciatore                |
| -- | ---------------------- | ----- | ------------------------- |
|    | Inghilterra (bandiera) | P     | James Spensley            |
|    | Inghilterra (bandiera) | P     | Frederick White           |
|    | Italia (bandiera)      | P     | Pietro Zucchinetti        |
|    | Italia (bandiera)      | D     | Giovanni Balbi di Robecco |
|    | Svizzera (bandiera)    | D     | Étienne Bugnion           |
|    | Svizzera (bandiera)    | D     | Kurt Lies                 |
|    | Svizzera (bandiera)    | D     | Karl Senft (capitano)     |
|    | Italia (bandiera)      | D     | Emilio Storace            |
|    | Italia (bandiera)      | C     | Giovanni Foffani          |

| N. |                        | Ruolo | Calciatore                |
| -- | ---------------------- | ----- | ------------------------- |
|    | Italia (bandiera)      | C     | Gino Gibelli              |
|    | Italia (bandiera)      | C     | Vieri Arnaldo Goetzlof    |
|    | Svizzera (bandiera)    | C     | Max Mayer                 |
|    | Italia (bandiera)      | C     | Luigi Pollak              |
|    | Svizzera (bandiera)    | C     | Attilio Salvadè           |
|    | Inghilterra (bandiera) | A     | Joseph William Agar       |
|    | Brasile (bandiera)     | A     | José de Rodrigues Martins |
|    | Italia (bandiera)      | A     | Enrico Pasteur            |

## Calciomercato
| Acquisti | Acquisti                  | Acquisti | Acquisti   |
| R.       | Nome                      | da       | Modalità   |
| -------- | ------------------------- | -------- | ---------- |
| P        | Pietro Zucchinetti        | Genoa II | definitivo |
| D        | Giovanni Balbi di Robecco | Genoa II | definitivo |
| D        | Kurt Lies                 | Genoa II | definitivo |
| D        | Emilio Storace            | Genoa II | definitivo |
| C        | Giovanni Foffani          | Genoa II | definitivo |
| C        | Gino Gibelli              | Genoa II | definitivo |
| C        | Luigi Pollak              | Genoa II | definitivo |
| A        | José de Rodrigues Martins | Genoa II | definitivo |

| Cessioni | Cessioni         | Cessioni | Cessioni      |
| R.       | Nome             | a        | Modalità      |
| -------- | ---------------- | -------- | ------------- |
| D        | Edoardo Pasteur  |          | fine carriera |
| D        | Oscar Schöller   |          | svincolato    |
| A        | Silvio Pellerani |          | fine carriera |

## Risultati

### Prima Categoria

#### Eliminatoria ligure
| Genova 5 febbraio 1905 Andata | Genoa          | 0 – 0 | Andrea Doria | Campo Sportivo di Ponte Carrega\| Arbitro: \| Suter (Milano) \| |
| Arbitro:                      | Suter (Milano) |       |              |                                                                 |

| Arbitro: | Dobbie (Torino) |

|  |           |      |
|  | Marcatori | Agar |

#### Girone Finale
| Arbitro: | Suter (Milano) |

|        |           |         |
| Pollak | Marcatori | Forlano |

| Arbitro: | Suter (Milano) |

|   |           |                        |
| ? | Marcatori | Pollak Foffani Salvadè |

| Arbitro: | Magni (Milano) |

|             |           |           |
| Forlano 10’ | Marcatori | 20’ Mayer |

| Arbitro: | Kilpin (Torino) |

|        |           |          |
| Pollak | Marcatori | Meazza ? |

### Palla Dapples

#### Finale
| Arbitro: | Calì (Genova) |

|   |           |  |
| ? | Marcatori |  |

| Genova 27 novembre 1904 Finale        | Genoa     | 1 – 1 | Andrea Doria | Campo Sportivo di Ponte Carrega |
| \| \| \| \| \| ? \| Marcatori \| ? \| |           |       |              |                                 |
|                                       |           |       |              |                                 |
| ?                                     | Marcatori | ?     |              |                                 |

- Il torneo prevedeva che in caso di pareggio, la coppa andasse alla squadra detentrice.

| Genova 4 dicembre 1904 Finale       | Genoa     | 1 – 0 | Andrea Doria | Campo Sportivo di Ponte Carrega |
| \| \| \| \| \| ? \| Marcatori \| \| |           |       |              |                                 |
|                                     |           |       |              |                                 |
| ?                                   | Marcatori |       |              |                                 |

| Genova 11 dicembre 1904 Finale      | Genoa     | 0 – 2 | Andrea Doria | Campo Sportivo di Ponte Carrega |
| \| \| \| \| \| \| Marcatori \| ? \| |           |       |              |                                 |
|                                     |           |       |              |                                 |
|                                     | Marcatori | ?     |              |                                 |

| Arbitro: | Bosisio (Milano) |

|   |           |  |
| ? | Marcatori |  |

## Statistiche

### Statistiche di squadra
| Competizione    | Punti | In casa | In casa | In casa | In casa | In casa | In casa | In trasferta | In trasferta | In trasferta | In trasferta | In trasferta | In trasferta | Totale | Totale | Totale | Totale | Totale | Totale | DR |
| Competizione    | Punti | G       | V       | N       | P       | Gf      | Gs      | G            | V            | N            | P            | Gf           | Gs           | G      | V      | N      | P      | Gf     | Gs     | DR |
| --------------- | ----- | ------- | ------- | ------- | ------- | ------- | ------- | ------------ | ------------ | ------------ | ------------ | ------------ | ------------ | ------ | ------ | ------ | ------ | ------ | ------ | -- |
| Prima Categoria | 8     | 3       | 0       | 3       | 0       | 3       | 3       | 3            | 2            | 1            | 0            | 5            | 3            | 6      | 2      | 4      | 0      | 8      | 6      | +2 |
| Palla Dapples   | -     | 4       | 2       | 1       | 1       | 3       | 3       | 1            | 0            | 0            | 1            | 0            | 2            | 5      | 2      | 1      | 2      | 3      | 5      | -2 |
| Totale          | 8     | 7       | 2       | 4       | 1       | 6       | 6       | 4            | 2            | 1            | 1            | 5            | 5            | 11     | 4      | 5      | 2      | 11     | 11     | 0  |

### Statistiche dei giocatori
| Giocatore               | Prima Categoria | Prima Categoria |
| Giocatore               | Presenze        | Reti            |
| ----------------------- | --------------- | --------------- |
| J. W. Agar              | 3               | 1               |
| G. Balbi di Robecco     | 2               | 0               |
| E. Bugnion              | 6               | 0               |
| J. de Rodrigues Martins | 6               | 0               |
| G. Foffani              | 6               | 1               |
| G. Gibelli              | 3               | 0               |
| V. A. Goetzlof          | 0               | 0               |
| K. Lies                 | 6               | 0               |
| M. Mayer                | 6               | 1               |
| E. Pasteur II           | 1               | 0               |
| L. Pollak               | 6               | 4               |
| A. Salvadè              | 6               | 1               |
| K. Senft                | 3               | 0               |
| J. Spensley             | 3               | -4              |
| E. Storace              | 3               | 0               |
| P. Zucchinetti          | 3               | -2              |